# كانون 1 دي اس مارك 2
كانون 1 دي مارك 3 (بالإنجليزية: Canon EOS-1Ds Mark II)‏ هي كاميرا احترافية 16.7 ميجابيكسل من إنتاج شركة كانون. وقد طرحت في السوق في أبريل 2007.